# Заболотьє (Верховазький район)
Заболо́тьє (рос. Заболотье) — присілок у складі Верховазького району Вологодської області, Росія. Входить до складу Чушевицького сільського поселення.

## Населення
Населення — 28 осіб (2010; 36 у 2002).
Національний склад (станом на 2002 рік):
- росіяни — 100 %